# Kodzsan állomás
Kodzsan (Gojan) állomás a szöuli metró 4-es és Szuin–Pundang (Suin–Bundang) vonalának állomása. Utóbbit 2020. szeptember 12-én helyezték üzembe a  Szuin (Suin) és Pundang (Bundang) vonalak összevonásával. Az állomás Anszan (Ansan) városában található.

## Viszonylatok
| 4-es vonal                                            | 4-es vonal                | 4-es vonal                                   |
| ----------------------------------------------------- | ------------------------- | -------------------------------------------- |
| Csungang (Jungang) Tanggoge (Danggogae) felé          | személy- és expresszvonat | Cshodzsi (Choji) Anszan (Ansan) és Oido felé |
| Szuin–Pundang (Suin–Bundang) vonal                    |                           |                                              |
| Csungang (Jungang) Cshongnjangni (Cheongnyangni) felé | személyvonat              | Cshodzsi (Choji) Incshon (Incheon) felé      |